# Organización de la lucha del Kurdistán iraní
La organización de la lucha del Kurdistán iraní ( en kurdo: سازمانى خه‌باتى كوردستانى ئێران ) en persa: سازمان خبات انقلابی کردستان ایران‎   ), La es una organización política y militar en el Kurdistán de Irán, que se estableció el 5 de septiembre de 1359 bajo el liderazgo de Jalaluddin Hosseini, un clérigo kurdo iraní sunita, y con la ayuda de varios maestros religiosos. El nombre de esta organización fue originalmente Organización de Lucha Nacional e Islámica del Kurdistán iraní (Khabat). Sin embargo, durante el tercer congreso de la organización en 2013, que se llevó a cabo en la ciudad de Tobzava (Rozgari) cerca de Erbil en el Kurdistán iraquí, su nombre fue cambiado a Organización Irán Kurdistán Khabat.

## enlaces externos
- Página web oficial
- Página web oficial

- Datos: Q13424429
- Multimedia: Xebat / Q13424429